# Ґрижево
Ґрижево (пол. Gryżewo, нім. Griesgirren) — село в Польщі, у гміні Бані Мазурські Ґолдапського повіту Вармінсько-Мазурського воєводства.
Населення — 52 особи (2011).
У 1975-1998 роках село належало до Сувальського воєводства.

## Демографія
Демографічна структура станом на 31 березня 2011 року:
|          | Загалом | Допрацездатний вік | Працездатний вік | Постпрацездатний вік |
| -------- | ------- | ------------------ | ---------------- | -------------------- |
| Чоловіки | 28      | 5                  | 21               | 2                    |
| Жінки    | 24      | 5                  | 13               | 6                    |
| Разом    | 52      | 10                 | 34               | 8                    |